# Distretto di Nové Mesto nad Váhom
Il distretto di Nové Mesto nad Váhom (in slovacco: okres Nové Mesto nad Váhom) è un distretto della regione di Trenčín, nella Slovacchia occidentale.
Fino al 1918, la maggior parte del territorio dell'attuale distretto apparteneva al comitato di Nyitra, mentre una zona nella parte settentrionale ricadeva nel comitato di Trencsén.

## Geografia antropica
Il distretto è composto da 2 città e 32 comuni:

### Città
- Nové Mesto nad Váhom
- Stará Turá

### Comuni
- Beckov
- Bošáca
- Brunovce
- Bzince pod Javorinou
- Čachtice
- Častkovce
- Dolné Srnie
- Haluzice
- Horná Streda
- Hôrka nad Váhom
- Hrachovište

- Hrádok
- Kálnica
- Kočovce
- Lubina
- Lúka
- Modrová
- Modrovka
- Moravské Lieskové
- Nová Bošáca
- Nová Lehota
- Nová Ves nad Váhom

- Očkov
- Pobedim
- Podolie
- Potvorice
- Považany
- Stará Lehota
- Trenčianske Bohuslavice
- Vaďovce
- Višňové
- Zemianske Podhradie